# Инъелга
Инъелга (устар. Инелга)(баш. Инйылға) — малая река в Ишимбайском районе Башкортостана, правый приток Тайрука.
Исток реки находится вблизи урочища Косувань. Течёт на запад, впадает в Тайрук по правому берегу напротив деревни Кызыл-Юлдуз.